# Acacia tephrina
Acacia tephrina é uma espécie de leguminosa do gênero Acacia, pertencente à família Fabaceae.